# Mathilde in Beieren

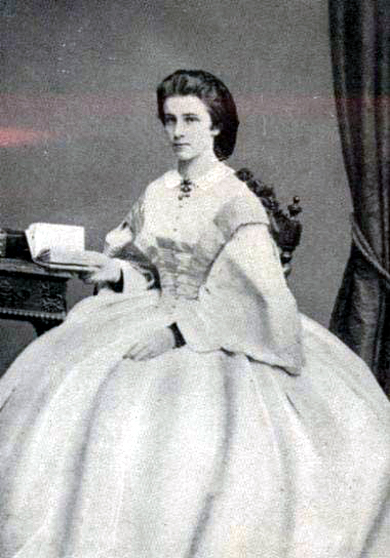
Hertogin Mathilde op jonge leeftijd

Mathilde Ludovika in Beieren (München, 30 september 1843 - aldaar, 18 juni 1925) was een hertogin uit het Beierse huis Wittelsbach.
Zij was de vierde dochter van hertog Maximiliaan Jozef en Ludovika van Beieren.  Zij was een zuster van keizerin Elisabeth van Oostenrijk-Hongarije.
Haar jeugd bracht zij door op het ouderlijk slot Possenhofen, niet ver van München. 
Zij was zeer gehecht aan haar iets oudere zuster Marie met wie zij veel ondernam. Marie was in 1859 getrouwd met Frans II der Beide Siciliën.
Op 5 juni 1861 trouwde ze zelf met Lodewijk van Bourbon-Sicilië, graaf van Trani, een jongere broer van de koning van Napels. Zo brachten Mathilde en Marie de eerste jaren van hun huwelijk gezamenlijk door in Rome. In 1867 baarde zij haar eerste en enige kind: Maria Theresia (in de familie werd ze Madi genoemd) (1867-1909), die later vorstin van Sigmaringen zou worden. 
Het huwelijk tussen Mathilde en de Italiaanse graaf was onderwijl verre van gelukkig. Hij was haar ontrouw en had een stevig drankprobleem. Mathilde trachtte dan ook, samen met haar zusters Marie en Elisabeth, zo veel mogelijk uitstapjes te maken.
Mathilde was net als haar zusters een knappe vrouw, maar zo dun en met een dusdanige piepstem dat ze door haar familie "Spatz" (mus) genoemd werd. 
Op 8 juni 1886 werd ze weduwe (vermoedelijk pleegde haar man zelfmoord, hoewel de officiële verklaringen spraken van een langdurige ziekte). Een aantal jaren na de dood van haar zus Elisabeth, had Elisabeths dochter Marie Valerie, nog geprobeerd 'Tante Spatz' aan keizer Frans Jozef I van Oostenrijk te koppelen, wat niet lukte.
Tijdens de Eerste Wereldoorlog woonde Mathilde in Zwitserland, daarna vestigde zij zich met haar zuster Marie in München. Ze overleed kort na Marie, als laatste kind uit het gezin van Max en Ludovika.